# Gracilinanus
Gracilinanus e род опосуми от семейство Didelphidae. През 1989 г. родът е отделен от род Marmosa, а по-късно през 2005 г. от него са отделени представителите на род Cryptonanus.
Видовете животни от рода са разпространени в Южна Америка в нейната централна и източна част. Представителите са малки с размери около 10 cm не притежават ясно изразен полов диморфизъм. Палците на краката се противопоставят на останалите пръсти, опашката е гола и значително по-дълга от останалата част на тялото. Всички са всеядни и консумират насекоми и други безгръбначни животни, плодове и други растителни продукти.
Половата зрелост настъпва на 8 - 9 месечна възраст. Обикновено раждат по два пъти годишно. Бременността продължава около 20 дни. Женските имат 13 млечни зърна. Новородените сучат в торбата около 60 - 70 дена.

## Списък на видовете
- Gracilinanus aceramarcae
- Gracilinanus agilis
- Gracilinanus dryas
- Gracilinanus emilae
- Gracilinanus marica
- Gracilinanus microtarsus